# Iona-Skelettküste
Der Iona-Skeleton Coast Transfrontier Park ist ein grenzüberschreitendes Naturschutzgebiet-Projekt zwischen Namibia und Angola. In Angola schließt der grenzüberschreitende Park den Iona-Nationalpark ein. In Namibia umfasst er den Namib-Skelettküste-Nationalpark.
Eine formelle Absichtserklärung zur Einrichtung des Schutzgebietes wurde im Juni 2016 von den Umweltministerien beider Länder unterzeichnet. Die Proklamation war bis November 2016 vorgesehen und fand schlussendlich am 3. Mai 2018 statt.